# Schantell Tintinger
Schantell Tintinger (ur. 1 lutego 1986) – południowoafrykańska zapaśniczka walcząca w stylu wolnym. Wicemistrzyni Wspólnoty Narodów w 2005 roku.